# Marcigny-sous-Thil
 Marcigny-sous-Thil  là một xã thuộc tỉnh Côte-d’Or trong vùng Bourgogne-Franche-Comté miền đông nước Pháp.